# Héctor Julio López Hurtado
Héctor Julio López Hurtado SDB (ur. 23 lipca 1941 w Tunji) – kolumbijski duchowny rzymskokatolicki, w latach 2001–2018 biskup Girardot.

## Życiorys
Święcenia kapłańskie przyjął 30 czerwca 1968 w zgromadzeniu księży salezjanów. Był m.in. rektorem seminariów salezjańskich w Mosquera (1973-1975) i La Cita-Usaquén (1979-1981), a także przełożonym prowincji św. Piotra Klawera w Bogocie (1982-1986).

### Episkopat
15 grudnia 1987 papież Jan Paweł II mianował go wikariuszem apostolskim Ariari i biskupem tytularnym Elicroca. Sakry biskupiej udzielił mu 27 lutego 1988 abp Angelo Acerbi, ówczesny nuncjusz apostolski w Kolumbii.
29 października 1999 został mianowany pierwszym biskupem nowo powstałej diecezji Granada en Colombia, która objęła obszar dotychczasowego wikariatu Ariari.
15 czerwca 2001 został przeniesiony na stolicę biskupią Girardot.